# Cesara
Cesara é uma comuna italiana da região do Piemonte, província do Verbano Cusio Ossola, com cerca de 606 habitantes. Estende-se por uma área de 11 km², tendo uma densidade populacional de 55 hab/km². Faz fronteira com Arola, Civiasco (VC), Madonna del Sasso, Nonio, Pela (NO), Varallo Sesia (VC).

## Demografia
| Variação demográfica do município entre 1861 e 2011                               |
|                                                                                   |
| Fonte: Istituto Nazionale di Statistica (ISTAT) - Elaboração gráfica da Wikipedia |